# Nikita (film)
Nikita (w niektórych krajach dystrybuowany pt. La femme Nikita) – francusko-włoski film sensacyjny z 1990 roku w reżyserii Luca Bessona.

## Fabuła
Młoda złodziejka i narkomanka o imieniu Nikita, wraz z bandą swoich przyjaciół-narkomanów uczestniczy w napadzie na aptekę, którego celem było zdobycie narkotyków. Atak kończy się masakrą, w wyniku której wszyscy członkowie gangu giną. Z życiem uchodzi tylko Nikita odurzona narkotykami, która w amoku zabija policjanta. Wyrokiem sądu zostaje skazana na karę dożywocia, jednak w sekrecie przejmują ją tajne służby francuskiego rządu, oficjalnie podając, że zmarła z przedawkowania narkotyków i aranżując jej pogrzeb. Dziewczyna dostaje propozycję – w zamian za uniknięcie rzeczywistej śmierci ma podjąć pracę dla tajnej rządowej agencji i zabijać na jej zlecenie.

## Obsada
- Anne Parillaud – Nikita
- Jean-Hugues Anglade – Marco
- Tchéky Karyo – Bob
- Patrick Fontana – Coyotte
- Jean Reno – Wiktor czyściciel
- Jacques Boudet – Aptekarz
- Jeanne Moreau – Amande